# Filip Zawada

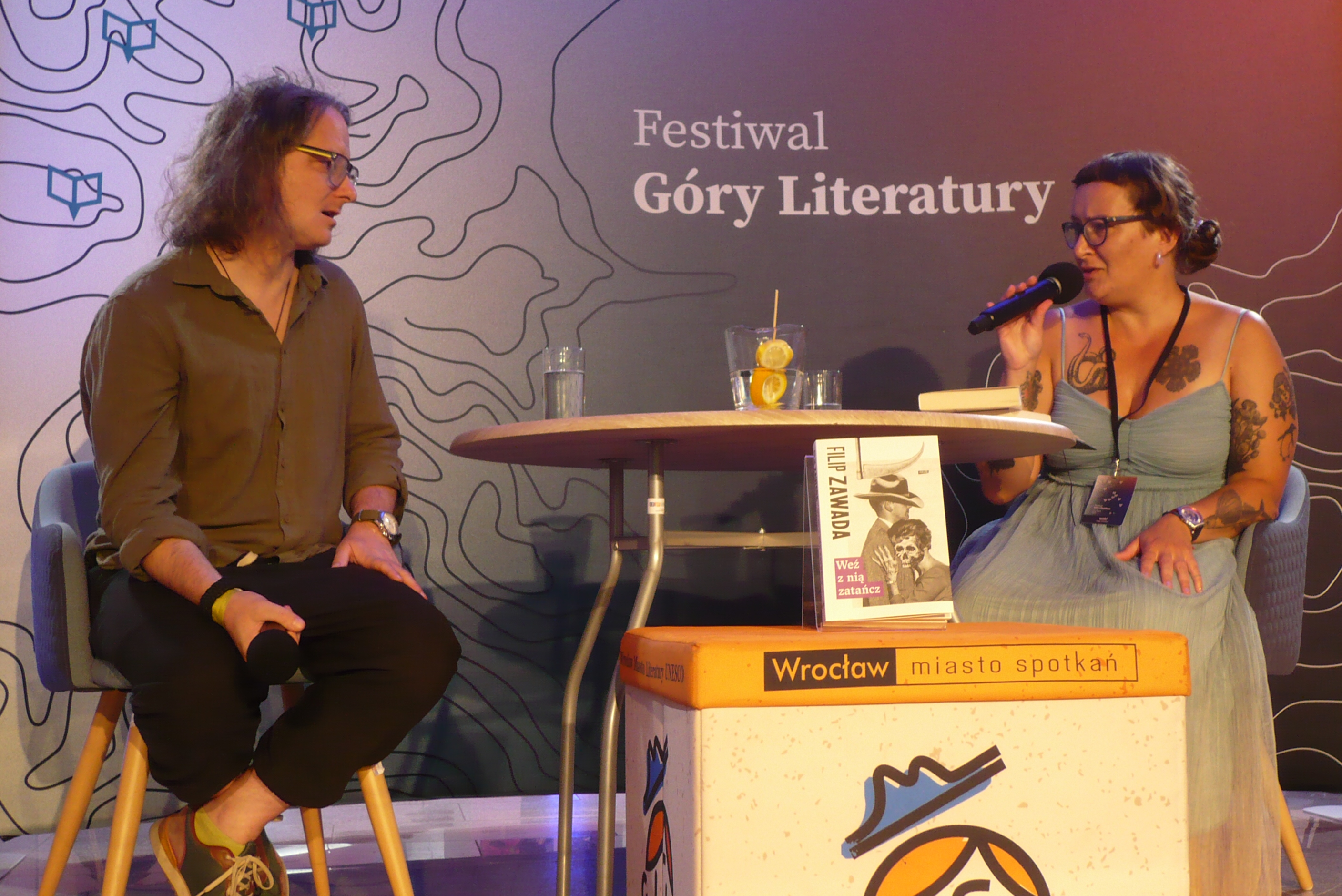
Filip Zawada, IX Festiwal Góry Literatury 2023

Filip Zawada (ur. 7 lipca 1975 we Wrocławiu) – poeta, prozaik, muzyk, fotograf, performer. Reżyser i aktor filmów offowych.
Grał w zespole Saksofonowe Ptaki, następnie w postrockowym AGD, wraz z którym wydał płytę Echolokator. Był basistą zespołu Pustki, z którym nagrał płyty 8 Ohm i DO MI NO oraz współtworzył muzykę do sztuk Przemysława Wojcieszka pt. Cokolwiek się zdarzy kocham cię (Teatr Rozmaitości Warszawa), Osobisty Jezus (Teatr im. Heleny Modrzejewskiej Legnica) Królowe Brytanii (teatr Radom). Korfanty, hotel Brześć i inne piosenki (Teatr Śląski im. Stanisława Wyspiańskiego w Katowicach). Skomponował muzykę do filmu Wojcieszka Knives out. Napisał też muzykę do przedstawienia muzycznego Pozytywka w reż. Bodo Koxa oraz dla tego samego reżysera muzykę do jego filmu Dziewczyna z szafy. Napisał muzykę do spektaklu Pawła Palcata pt. Wojna nie ma w sobie nic z kobiety oraz Czystka. W roku 2017 kolejna współpraca z Pawłem Palcatem zaowocowała monodramem Maraton, do którego Zawada znowu skomponował muzykę.
Współautor filmu krótkometrażowego Trrr oraz kilku innych produkcji filmowych. Na podstawie dożywotniej umowy na zdjęcia współpracuje z reżyserem filmów alternatywnych Bodo Koxem. Od 2007 tworzy cykl zdjęć poświęconych wyczerpaniu Exhaustion.
W 2021 roku jego dramat pt. "Widzę nic" wyróżniony w konkursie Strefy Kontaktu został wystawiony w teatrze Współczesnym we Wrocławiu i teatrze im. Heleny Modrzejewskiej w Legnicy.
Od 2009 roku wraz z Peve’em Lety'm tworzył duet muzyczny Indigo Tree. W październiku 2009 roku wytwórnia Ampersand wydała premierowy album zespołu Lullabies Of Love And Death. W 2010 roku ukazała się druga i ostatnia płyta zespołu pt. Blanik. Obecnie gra w jednoosobowym zespole ITOITO. W 2011 wydał album ze zdjęciami pt. Drewniane gody.
W 2014 roku zdobył Puchar Polski i Mistrzostwo Polski w łucznictwie Field.

## Twórczość

### Poezja
- System jedynkowy (Okis, Wrocław 1997)
- Bóg Aldehyd (Zielona Sowa, Kraków 1999)
- Snajper (Lampa i Iskra Boża, Warszawa 2004)
- Świetne sowy (Biuro Literackie, Wrocław 2013)
- Trzy ścieżki nad jedną rzeką sumują się (Biuro Literackie, Wrocław 2014) – nominacja do Wrocławskiej Nagrody Poetyckiej "Silesius" 2015[4])
- Nie wiem, jak nazywają się te kwiaty (Wydawnictwo WBPiCAK, Poznań 2017)

### Proza
- Psy pociągowe. Katarzyna Pietrzak-Zawada (rys.). Wrocław: Biuro Literackie, 2011. ISBN 978-83-62006-82-3. Brak numerów stron w książce – zbiór krótkich opowiadań nominowany do Nagrody Literackiej Gdynia 2012[5][6]
- Pod słońcem było (Biuro Literackie, Wrocław 2014)[7] – nominacja do Nagrody Literackiej Gdynia 2015[8]
- Rozdeptałem czarnego kota przez przypadek (Znak, Kraków 201) – finał Nagrody Literackiej Nike 2020[9][10]
- Zbyt wiele zim minęło, żeby była wiosna (Znak, Kraków 2021)
- Weź z nią zatańcz (Znak, Kraków 2022)[11]

## Filmografia
- 2007 Nie panikuj – obsada aktorska (reporter)
- 2005 Doskonałe popołudnie – obsada aktorska

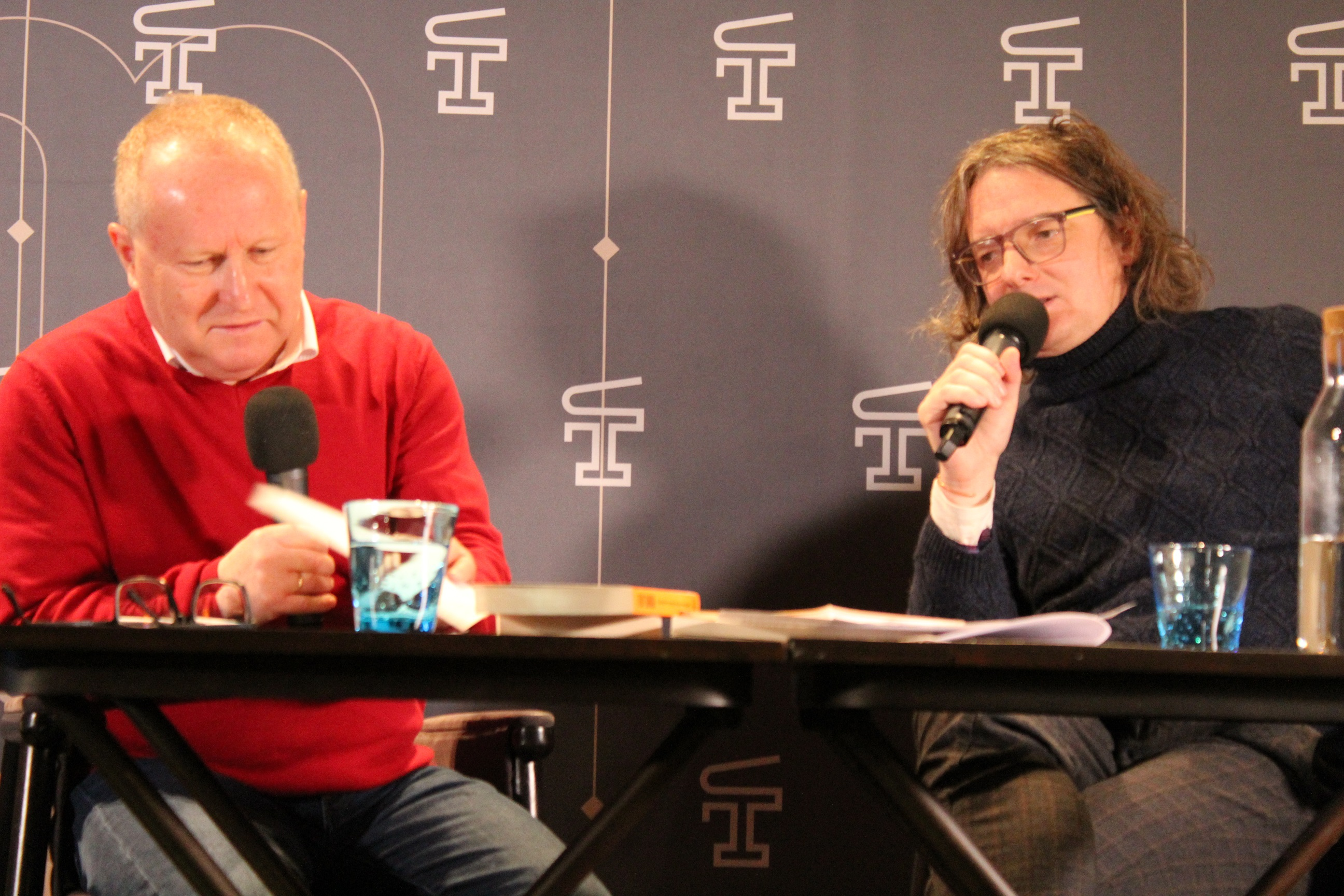
Z Karolem Maliszewskim
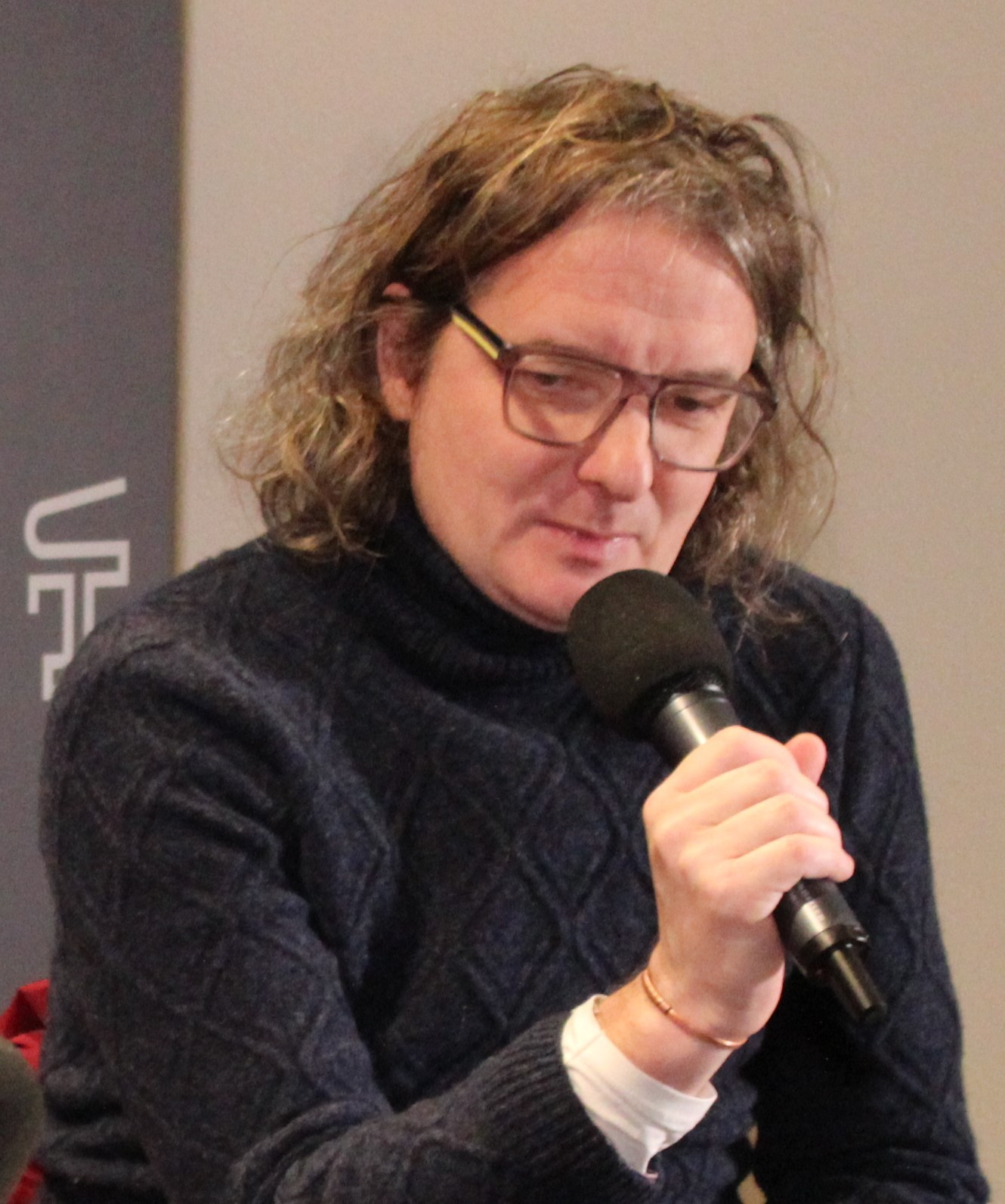